# Comins Mansfield
Comins Mansfield foi um compositor de problemas de xadrez do tipo mate em dois lances, amplamente considerado o melhor de sua área. Escreveu o livro Adventures in Composition (1944) e foi co-autor do livro The Modern Two-Move Chess Problem (1958). Foi presidente da comissão da FIDE para composições de xadrez por oito anos de 1964 a 1971.